# Гахский Государственный Кукольный Театр
Гахский Государственный Кукольный Театр — театр, расположенный в Гахском районе Азербайджана..

## История
Театр начал свою деятельность в 1971 году как кружок при Доме культуры Гахского района. В 1976 году ему был присвоен статус народного театра. В 1992 году театру был предоставлен статус Государственного Кукольного Театра.
В 2005 году Кахский театр был удостоен премии «Золотой Дервиш», учрежденной Союзом театральных деятелей Азербайджана. Театр неоднократно принимал участие в фестивалях, проводимых на территории Азербайджанской Республики.

## Международная деятельность
Гахский Государственный Кукольный Театр представлял Азербайджан на международных фестивалях в Турции, России, Украине, Эстонии и Грузии.

## Награды
В 2005 году театр был удостоен премии «Золотой Дервиш», учрежденной Союзом театральных деятелей Азербайджана.